# 長谷川崇彦
長谷川 崇彦（はせがわ たかひこ、1971年8月4日 - ）は、日本の実業家。
元々は「リスキー長谷川（リスキーはせがわ）」として活動していたパチンコ・パチスロのライターであり、ホール向けのコンサルタントも行っていた。

## 略歴・人物
東京都葛飾区出身。
パチンコ・パチスロ雑誌のライターや数多くのテレビ番組に出演する一方で、かつては自身の会社である有限会社ビスカスワークスにおいてパチンコホール向けのコンサルタントやテレビ番組の制作などを手がけた。
2008年9月にアルゼ（現・ユニバーサルエンターテインメント）に入社し、2009年2月には子会社のアルゼマーケティングジャパン株式会社の取締役（営業・開発担当）及びアルゼの常務執行役に就任。その後のグループ再編・体制変更等により、2018年7月には開発本部商品グループマーケティング部長、およびユニバーサルの子会社であるユニバーサルブロスの代表取締役となった。また。2018年12月までユニバーサルの持分法適用会社である日本アミューズメント放送の代表取締役も務めた。
アルゼ入社に伴いレギュラー出演していた番組を全て降板したが、2010年より限定的ながら番組出演などタレント的な活動を再開した。
2018年には「バジリスキー長谷川」としてYouTubeでの配信映像に出演。さらに「リスキー長谷川」としてテレビ番組に再びレギュラー出演するようになった。
大の野球好きであり、大の東京ヤクルトスワローズファンである。
2025年6月末、約18年間勤務したユニバーサルエンターテインメントを退社する予定。

## 著作・出演等

### 現在出演中の番組
- スロットストリート放送局（パチンコ★パチスロTV!)
- ハセガワヤングマン（パチンコ★パチスロTV!）

### 過去の出演番組
- THE!KACHI-MORI（青森テレビ）
- ガダルカナル・タカのこちらDERUとこ編集部（BS-i他）
- 大・川・ヒロシのだって打ちたいんだもん（パチ・スロ サイトセブンTV）
- パチプロ奥義伝承!実戦守山塾（MONDO21）
- 第6回パチンコ王座モンド21杯（MONDO21）
- パチンコ&スロット ネバーランド（※）TVCM - ※青森県八戸市に展開するパチンコホール。顔出し・CMソング歌唱
- パチ&スロ スタジアム（福島放送・パチンコ★パチスロTV!）

### オリジナルビデオ
- リスキー長谷川のパチスロ完全攻略法 月収100万円への道（ブロードウェイ、1999年）